# San Matteo e l'angelo (Caravaggio opera d'arte perduta)
San Matteo e l'angelo era un'opera di Caravaggio, realizzata nel 1602 per la cappella Contarelli nella chiesa di San Luigi dei Francesi di Roma. Fu distrutta nel 1945 a Berlino ed è nota attraverso delle fotografie in bianco e nero, da cui sono state ricavate riproduzioni a colori.

## Storia
La prima versione del San Matteo fu completata nel 1599. Fu parte delle collezioni del Kaiser-Friedrich-Museum e in seguito trasferita in una flakturm per questioni di sicurezza; ciononostante fu distrutta nel 1945 in un incendio alla fine della Seconda Guerra Mondiale, proprio mentre era conservata nella Flakturm Friedrichshain di Berlino. Questa tela, opera di uno dei precursori dell'arte barocca, avrebbe potuto fornire maggiori informazioni sull'artista e sui committenti. Attualmente esistono diverse riproduzioni della stessa.

### Commissione
San Matteo e l'angelo fu portato a termine per essere esposto nella cappella Contarelli, per la quale Caravaggio aveva già realizzato due tele aventi come soggetto San Matteo, precisamente la Vocazione di San Matteo e il Martirio di San Matteo: avendo riscontrato successo con le prime due, si decise di commissionargli una terza tela.
La cappella Contarelli fu dedicata a San Matteo e, con i fondi residuati dalla sua costruzione nel 1585, fu portata a termine nel 1600. Il cardinale Del Monte ebbe un ruolo fondamentale nel predisporre la decorazione degli interni della cappella, e fu tra le persone che suggerirono Caravaggio come il pittore designato per rappresentare le scene della vita di San Matteo. L'altare fu originariamente pensato per ospitare due dipinti del Caravaggio e una statua del santo realizzata da Jacob Cornelisz Cobaert. Tuttavia, l'opera scultorea fu attesa troppo a lungo e non fu apprezzata. Il pittore lombardo fu nuovamente ingaggiato per la seconda tela da porre al centro dell'altare, avente come soggetto San Matteo mentre scrive il Vangelo, guidato da un angelo. Caravaggio ritrasse il santo come un contadino analfabeta, che resta a bocca aperta dinanzi all'angelo. Si pensa erroneamente, seguendo lo scritto di Baglione del 1672, che la chiesa rigettò il dipinto per via della sua irriverente rappresentazione di San Matteo. In realtà la prima tela fu realizzata dall’artista per assicurarsi le due pareti centrali (che infatti otterrà). Caravaggio sostituì il San Matteo con una seconda rappresentazione  magnifica e celebrativa, tuttora conservata all'interno della cappella. È per questo che la seconda versione ha dimensioni diverse dalla prima, e una nuova concezione artistica. 

## Descrizione

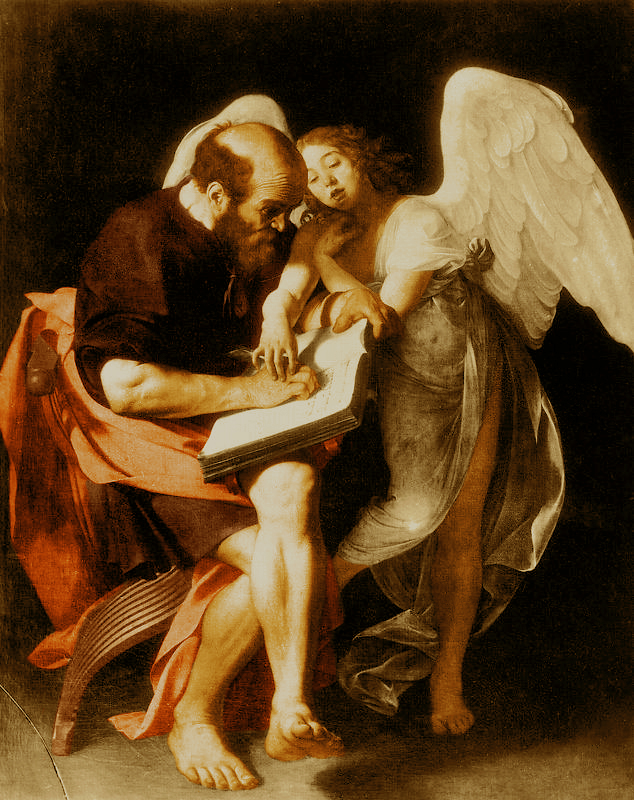
Possibile ricostruzione a colori.

### Stile
Caravaggio era noto per uno stile pittorico realistico, che portava a preferire, per i soggetti delle sue opere, dei modelli dal vivo anziché delle figure idealizzate e convenzionali. I suoi personaggi risultano realistici e riconoscibili, contrariamente a quanto ottenuto con pose irrealistiche o finte. In questo caso, tuttavia, i committenti chiesero un'idealizzazione del beneamato santo, qualcuno che gli spettatori potessero ammirare e prendere come riferimento. Non volevano un goffo contadino che sembrava in quel momento sorpreso per la strada, come poteva apparire in questa prima versione.

#### La seconda versione
Grazie al movimento dell'angelo che tende verso il basso e alla barcollante seduta del santo, è possibile definire questa raffigurazione come uno dei primi esempi dello stile dinamico del Caravaggio: la sua composizione risulta, infatti, molto più interessante ed entusiasmante rispetto alla prima presentazione. Inoltre, sebbene l'artista abbia cambiato la disposizione degli elementi per assecondare le richieste della committenza, è ancora possibile notare il suo stile nel raffinato San Matteo.

## Confronto tra le versioni

### Prima versione
La comparazione tra le due versioni non è completamente possibile, data la disponibilità, per quanto riguarda il San Matteo e l'angelo perduto, di sole fotografie in bianco e nero, scattate prima della seconda guerra mondiale. Il dipinto andato distrutto mostrava San Matteo malconcio e poco curato, con i piedi sporchi. Sebbene si trattasse di una raffigurazione coerente con lo stile dell'artista, la congregazione ritenne l'opera eccessivamente cruda e non volle avere quello che sembrava un rozzo popolano esposto sul proprio altare; in aggiunta, la stessa non sembrava in armonia con le altre due tele già portate a termine per la cappella: sembrava, infatti, slegata dall'intero contesto.  
In tal senso si esprimeva il biografo Giovanni Pietro Bellori nella sua opera Le vite de' pittori, scultori et architetti moderni:

Tale convinzione fu superata soltanto nel 2000, grazie al contributo dello storico dell'arte Luigi Spezzaferro, secondo il quale la prima versione era una pala d'altare provvisoria, da collocare temporaneamente nella Cappella Contarelli in attesa che vi terminassero i lavori. La tela provvisoria non solo dava la possibilità ai religiosi di officiare la messa in un ambiente più decoroso, ma permise a Caravaggio di mettere in mostra le sue capacità, con la speranza di ricevere, come poi avvenne, la commissione delle tele, oggi note come Il Ciclo di San Matteo. Pertanto, si trattava di una sostituzione già concordata e non di un rifiuto. La narrazione negativa fatta dal Bellori potrebbe essere stata frutto di una alla nota rivalità esistente tra Merisi e Baglione. La tesi di Spezzaferro, secondo cui si trattò di una sostituzione programmata, è stata in seguito supportata anche dallo storico dell'arte Stefano Zuffi.

### Seconda versione
La seconda versione mantiene lo stesso soggetto, ma vede apportati alcuni cambiamenti. Matteo rassomiglia maggiormente alle rappresentazioni delle tele laterali, è più serio e misurato dinanzi all'angelo, il quale anziché controllarlo completamente, pare semplicemente incoraggiarlo. Il santo lavora di sua iniziativa. Ciononostante, la versione posteriore perde quella commovente franchezza della prima, dove l'angelo fanciullo guidava pazientemente la mano del santo sulla pagina, come se quest'ultimo fosse il bambino e non il contrario.